# Амрокс
Амрокс (нім. Amrock) — порода курей, що відноситься до м'ясо-яєчного типу продуктивності. 

## Історія
Кури амрокс були вперше виведені на території США в середині XIX століття. Протягом довгого часу ці птахи не зазнавали жодної генетичної мутації. Проте через два роки після закінчення Другої світової війни амрокс потрапили на територію переможеної Німеччини, де їх генетичний код був поліпшений шляхом селекції. Німецькі селекціонери взяли за основу м'ясо-яєчних американських плімутрок і посилили їх яйценосні якості.Таким чином, дана порода курей набула свого сучасного вигляду. Офіційною датою виведення породи вважається 1848 рік.

## Опис
Амрокси вирізняються своїм зовнішнім виглядом.
- Півні цієї породи досить великі і високі, мають широкі груди, великий дзьоб і гребінець. Дзьоб має жовтий окрас і невеликий вигин на кінчику. Гребінець у півня великий, але прямостоячий. Має 5-7 зубців яскраво-червоного кольору. Найчастіше перший і останній зубці нижчі, ніж середні. Задній зубець паралельний потиличній лінії голови. Голова у птахів велика і пропорційна тілу. Великі темно-карі очі і пропорційні овальні мочки — відмінні характеристики півнів амрокс. Спина у півнів широка і велика, разом з головою і хвостом утворює півколо. Хвіст у птиці середньої величини, розташований під кутом 45 ° до тіла, має характерне рябе забарвлення і пишне пір'я. Груди у даних особин великі, опуклі. Крила не дуже великі, щільно прилягають до тіла. Гомілки і плесна довгасті, широко розставлені. Плюсни мають темно-жовте забарвлення, рідше - яскраво-рожеве.

- Кури амрокс за описом такі ж, як і півні, за винятком деяких нюансів. Кури мають менш опуклі груди і менші розміри тіла. Хвіст у них меншої ширини, пір'я на ньому коротше. Іноді у курей на дзьобі може з'являтися сірувато-чорний наліт. Крім того, чорні смуги у півнів по ширині збігаються з білими, а у курей білі смуги набагато вужчі чорних.

Оперення у особин різних статей досить густе і щільно прилягає до тіла. Курчата даної породи мають темно-сірий або чорний пух з невеликими білими плямами на животі.

### Характер
Характер у цієї породи курей досить спокійний. Птахи мають врівноваженою психікою і не приносять різних неприємностей господарям. Вони відмінно уживаються з іншими різновидами курей і не лякаються домашньої худоби, собак, кішок. Фахівці рекомендують новачкам заводити саме курей породи амрокс, так як для першого досвіду це буде просто ідеальний варіант.

### Продуктивність
Кури амрокс на піку свого життєвого циклу набирають близько 3-4 кг живої ваги. Півні, так само як і кури, набирають вагу аж до півтора років. Дорослі півні можуть важити від 4 до 5 кг, кури — від 3 до 4 кг. Крім того, птиці цієї породи відрізняються високим показником виживання, який, за різними даними, становить від 90 до 95% (це стосується і курчат).
Відмінною характеристикою породи амрокс є те, що яйцекладка починається з п'ятимісячного віку. Дані кури приносять досить великі (близько 60 г) яйця, які мають щільну шкаралупу світло-бежевого кольору. Середня курка здатна відкласти близько 200 яєць за перший рік, в наступні роки несучість знижується на 10-15%. У Німеччині також виведена карликовий різновид цієї породи птахів. Основною метою даної селекційної кампанії було зробити маленьких курей, які б змогли при мінімальних витратах на годування приносити максимальну кількість яєць. Карликові амрокси мають вагу близько 1,5 кг, з'їдають в 2-3 рази менше корму, і приносять всього на 20% менше яєць, ніж звичайні амрокси. З математичної точки зору карликовий тип цієї породи набагато вигідніше, якщо їх зміст ведеться з метою отримання яєць.